# ブロックD
ブロック D (ロシア語: Блок Д ブロック Dを意味する)はソビエトの開発した上段ロケットである。当初はN-1ロケットの上段ロケットとして開発されたがN-1計画の中止後はプロトン-Kやゼニットの上段ロケットとして使用される。
上段ロケットとして(派生機種を含めて)2005年現在において250回以上打ち上げられ、. 2002年時点において改良型のブロックDMは1974年以来218回打ち上げられ、1997年から2002年までは全て成功しており、成功率は97%である。
1960年代にソビエトの有人月計画で開発されたN-1ロケットの5段目として開発された。1967年3月に月計画の試験のゾンド衛星の打ち上げに初めて打ち上げられた。有人月飛行でブロックDは月への中間軌道で使用される予定で月周回機と月面着陸機を月軌道へ投入して月面着陸の為にLK着陸機を減速する用途に使用される予定だった。
ブロックDはソビエトの無人月、火星、金星探査に使用されたプロトンロケットの4段目としても使用される。プロトン-Kでは現在でも使用される。(新型のプロトン-MではブリーズMが4段目として使用される)
ブロックDMはシーローンチ計画で静止衛星の打ち上げに使用されるゼニット-3SLの3段目としても使用される。2002年にブロックDM3を使用したアストラ 1Kの打ち上げに失敗した。
このロケットは液体酸素とケロシンを推進剤として使用し。単一の燃焼室を備えるRD-58が主エンジンである。液体酸素タンクは球形でケロシンタンクは環状で燃費向上の為に15°の角度で供給管が配置され、エンジンはドーナツの中心に備えられる。タンクにはポンプの1段目が含まれ、主ポンプはエンジン上に設置される。
ブロックDの重量は離陸時に3.5トンであるが、いくつかの部品は飛行中に切り離すので宇宙空間での乾燥重量は2.5トンである。全長5.7mで83.300 kNの推力を600秒間生み出す。ブロックDは1974年に11D-58Sエンジンを備えることによりブロック DMとして改良された。単体の費用は$400万ドルである。

## 改良
ブロックDを開発したRKK エネルギアでは長年に渡って異なる用途の為に多くの改良型が開発され、ブランの主推進装置はブロックDの改良型として始められた。
- ブロック DM (1974年) - ブロック Dの地球周回用の改良型
- ブロック DM-2 (1982年) - (2009年時点において)GLONASS衛星を打ち上げる為のプロトンMに使用される。[5]
- ブロック DM-2M
- ブロック DM-3
- ブロック DM-5
- ブロック DM1 - 商業用 ブロック DM-2
- ブロック DM2 - 商業用 ブロック DM-5
- ブロック DM3, DM4 (1996年) - 商業用 ブロック DM-2M
- ブロック DM-SL (1999年,DM3の派生機種) - シーローンチのゼニット 3SLロケットの上段として使用

ブロック DM-03 (ロシア語: Блок ДМ-03 ), GRAU index 11S861-03はロシアのプロトンMの4段目で使用される。2010年12月に初打ち上げだった。 しかしながら、2013年7月時点において4段目の点火前に失敗しており、最初の打ち上げ失敗の要因はブロックDNの燃料供給に問題があった。